# Chang Chun-ha
Chang Chun-ha (27 août 1918 à Uiju en Corée - 17 août 1975 à Uijeongbu en Corée du Sud) était un militant indépendantiste, politicien et journaliste coréen. Il est notamment connu pour son action en faveur de la démocratie sous les dictatures de Syngman Rhee et Park Chung-hee et pour avoir fondé le Sasanggye, un magazine politique.

## Biographie
Chang Chun-ha est né à Uiju dans la province du Pyongan du Nord en 1918 pendant la période coloniale japonaise. Il devient alors membre de l'armée de l'indépendance coréenne en Mandchourie et secrétaire de Kim Ku au gouvernement provisoire en exil de la Corée. Il rentre ensuite à Séoul en 1945 lorsque les Américains prennent le contrôle du pays. Engagé du côté des nationalistes conservateurs, il refuse toutefois de participer au gouvernement de Syngman Rhee mais prend contact  avec des organisations américaines. Son positionnement idéologique basé sur le refus de l'autoritarisme, le nationalisme et son admiration pour les États-Unis lui permettent de profiter de leur aide.
Partageant le désir de faire avancer ces valeurs, Chang reçoit un soutien financier de la part de l'USIS (United States Information Service (en)) qui lui permet de fonder le Sasanggye (le monde de la pensée) en avril 1953 alors que la guerre de Corée se termine. Tiré à plus de 100 000 exemplaires, le Sasanggye était un magazine mensuel critique et influent traitant des problèmes de société en Corée du Sud. Ce travail en faveur de la démocratie et de la liberté de la presse lui vaut de recevoir le prix Ramon Magsaysay (journalisme, littérature) en aout 1962.
Le magazine est interdit de parution à partir de 1966 après que le général Park Chung-hee a pris le pouvoir. Dans les années 1970, Chang organise une campagne contre la constitution Yusin et pour une démocratisation. En 10 jours, sa pétition recueille 400 000 signatures. Chang est alors emprisonné, torturé et condamné à 15 ans de prison. Libéré au bout de quelques mois, il est retrouvé mort peu après dans une montagne près d'Uijeongbu. Officiellement, les autorités concluent à une chute accidentelle. Toutefois, une autopsie réalisée en 2012, sur l'insistance de son fils, révèle qu'il a vraisemblablement été assassiné. 

## Œuvres
- Le chemin d'un nationaliste (민족주의자의 길)
- Dol paege (돌베게)